# 叶尔兰·舍罗夫
叶尔兰·舍罗夫（1998年6月19日—），吉尔吉斯斯坦男子柔道运动员，2022年亚洲运动会男子90公斤级金牌得主、2024年世界柔道锦标赛男子90公斤级铜牌得主。